# Martín Vásquez
Pour les articles homonymes, voir Vásquez.
Martín Vásquez Gómez, né le 24 décembre 1963 à Yahualica de González Gallo, est un footballeur mexico-américain devenu entraîneur. Il évolue au poste de milieu de terrain dans les ligues de ses deux pays, mais surtout en Major League Soccer du milieu des années 1980 à la fin des années 1990.
Il joue aussi pour les deux sélections nationales, seulement des matchs amicaux avec le Mexique. Il est aujourd'hui entraîneur adjoint de l'équipe nationale américaine.

## Carrière de joueur

### Jeunesse
Martín Vásquez déménage avec sa famille à douze ans à Los Angeles. Il entre alors à l'Alhambra High School, une école très réputé pour être exigeante et stricte. Après ses années lycée, il repart au Mexique, où il joue pour l'équipe réserve des Leones Negros, à Guadalajara. Il entre à l'Université d'État de Californie aux États-Unis en 1980, et joue pour l'équipe de l'université jusqu'en 1983.

### Club
À l'automne 1984, il signe en faveur des Los Angeles Lazers, une équipe de première division américaine de futsal. Il a ensuite joué pour les Memphis Storm, avec lesquels il marque 17 buts (19 passes décisives) en 23 matchs. En 1987, il retourne aux Kickers, récemment renommés California Kickers, avant de signer pour le club mexicain de CU Guadalajara, sur les recommandations d'Hugo Salcedo, président des California Kickers. Lors de la saison 1990-1991, il porte les couleurs du CF Puebla, un autre club mexicain, avant de rejoindre le CD Veracruz au mercato suivant.
En 1992, il signe à CF Atlas, qu'il quitte quatre ans plus tard, lors de la création de la Major League Soccer. C'est l'équipe de Mutiny de Tampa Bay qui l'accueille. Il s'envole pour les Earthquakes de San José en 1998, avant de terminer sa carrière pour Orange County, en A-League (ancêtre de la Première division).

### International
Vásquez a joué trois matchs avec l'équipe du Mexique, lorsque César Luis Menotti était entraîneur. Le premier match était contre la Colombie, les deux autres étant contre la Russie. Cependant, les trois matchs étant des matchs amicaux, ils n'étaient pas reconnus par la FIFA.
Vásquez ayant reçu la nationalité américaine en 1996, il a ensuite pu être appelé par Steve Sampson pour des matchs de l'équipe nationale américaine. En l'espace de deux ans, il joue sept matchs pour les États-Unis. Sa première sélection était contre le Guatemala, le 21 décembre 1996, pour les éliminatoires de la Coupe du monde 1998. Son dernier match international était la réception du Salvador le 16 novembre 1997, remplacé à la 63e minute par Mike Sorber.

## Carrière d'entraîneur
Après sa carrière de joueur, Vásquez travaille à sur l'Université d'État de Californie et avec les féminines des Spirit de San Diego Spirit. En 2005, après une saison en tant qu'adjoint au Galaxy de Los Angeles, il part dans la nouvelle équipe de Major League Soccer, CD Chivas USA. Il quitte le club américain en juillet 2008, lorsqu'il rejoint Jürgen Klinsmann, au Bayern Munich,. Il part la saison suivante en avril.
Après huit mois au chômage, il signe son premier contrat d'entraîneur dans son ancien club de CD Chivas USA. Il est remercié lorsque les Goats n'atteignent pas les play-off, pour la première fois depuis 2005. Il est rappelé par son ami Jürgen Klinsmann lorsque ce dernier prend en main l'équipe nationale américaine, en 2011.